# Looney Tunes Collector Starring Bugs Bunny
Looney Tunes Collector Starring Bugs Bunny (conosciuto in America come Looney Tunes Collector: Alert! e in Europa come Looney Tunes Collector: Martian Alert!) è un videogioco d'azione per Game Boy Color ambientato nel mondo dei Looney Tunes e delle Merrie Melodies.

## Trama
Marvin il Marziano sta tentando per l'ennesima volta di distruggere la terra quando il suo fedele compagno K-9, mentre sta pulendo il disco volante, libera inavvertitamente tutti i loro aiutanti, gli Instant Martians.
Bugs Bunny, in vacanza a Pismo Beach, sente Marvin sgridare K-9, venendo così a conoscenza dei loro piani. Il coniglio decide allora di interrompere la vacanza e cercare di salvare il mondo.

## Modalità di gioco
Il giocatore è in grado di controllare Bugs Bunny e svariati altri personaggi del mondo dei Looney Tunes. Così come molti altri giochi dell'epoca, Looney Tunes Collector: Martian Alert! si basa sul modello di "cattura e colleziona" tipico della serie Pokémon. Sarà infatti possibile reclutare personaggi sparsi per il mondo di gioco e utilizzare nei momenti più opportuni le loro peculiarità come la capacità di nuotare di Daffy Duck o quella di volare della strega Hazel.